# 比斯万
比斯万（Biswan），是印度北方邦Sitapur县的一个城镇。总人口47746（2001年）。

## 人口
该地2001年总人口47746人，其中男性24858人，女性22888人；0—6岁人口7816人，其中男3998人，女3818人；识字率59.37%，其中男性为64.81%，女性为53.46%。